# Lijst van voetbalinterlands Canada - Nigeria (vrouwen)
Deze lijst van voetbalinterlands is een overzicht van alle officiële voetbalinterlands tussen de nationale vrouwenteams van Canada en Nigeria. De landen hebben tot nu toe zes keer tegen elkaar gespeeld.

## Wedstrijden
| № | Plaats                | Datum         | Competitie        | Wedstrijd        | Uitslag |
| - | --------------------- | ------------- | ----------------- | ---------------- | ------- |
| 1 | Helsingborg           | 8 juni 1995   | WK 1995           | Nigeria − Canada | 3 − 3   |
| 2 | Dresden               | 5 juli 2011   | WK 2011           | Canada − Nigeria | 0 − 1   |
| 3 | San Pedro del Pinatar | 8 april 2019  | Vriendschappelijk | Canada − Nigeria | 2 − 1   |
| 4 | Vancouver             | 8 april 2022  | Vriendschappelijk | Canada − Nigeria | 2 − 0   |
| 5 | Langford              | 11 april 2022 | Vriendschappelijk | Canada − Nigeria | 2 − 2   |
| 6 | Melbourne             | 21 juli 2023  | WK 2023           | Nigeria − Canada | 0 − 0   |

## Samenvatting
| Competitie        | Totaal gespeeld | Winst Canada | Gelijk | Winst Nigeria | Doelsaldo Canada – Nigeria |
| ----------------- | --------------- | ------------ | ------ | ------------- | -------------------------- |
| WK-eindronde      | 3               | 0            | 2      | 1             | 3 − 4                      |
| Vriendschappelijk | 3               | 2            | 1      | 0             | 6 − 3                      |
| Totaal            | 6               | 2            | 3      | 1             | 9 − 7                      |